# 노석찬

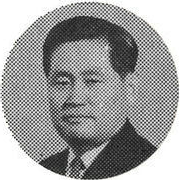
노석찬 (1974년경)

노석찬(盧錫瓚, 1925년 ~ 2006년 1월 19일, 서울)은 대한민국의 외교관이다. 서울 출신이다.
연희전문학교 상과를 나온 후 합동통신 기자와 합동통신 주일 특파원, 동화통신 정치부 부장, 코리아타임즈 편집국 부국장, 서울신문 편집국 부국장 등을 지내다가 그만둔 이후 민주공화당 당무위원(겸 대변인)에 발탁되었고 1964년 5월에는 공보부 차관 직책에 임명되었으며 같은 해 1964년 9월에는 공보부 장관 직무대리 직책을 잠시 겸직하였다.
이후 1967년 3월 주 이란 대사 직책에 임명되었고, 1971년 3월 주 브라질 대사, 1974년 주 오스트레일리아 대사, 1978년 6월 주 아르헨티나 대사 등 외교관으로서 활약하였다.
가족으로는 부인 함화옥, 노태완( 1957) 노태훈  노송혜가 있다.